# Bataille d'Ekeren
Guerre de Succession d'Espagne
Batailles
Campagnes de Flandre et du Rhin
- Landau (1702)
- Friedlingen (1702)
- Kehl (1703)
- Ekeren (1703)
- Höchstädt (1703)
- Spire (1703)
- Schellenberg (Donauworth) (1704)
- Blenheim (1704)
- Landau (1704)
- Vieux-Brisach (1704)
- Eliksem (1705)
- Ramillies (1706)
- Stollhofen (1707)
- Cap Béveziers (1707)
- Cap Lizard (1707)
- Audenarde (1708)
- Wynendaele (1708)
- Lille (1708)
- Gand (1708)
- Malplaquet (1709)
- Douai (1710)
- Bouchain (1711)
- Denain (1712)
- Bouchain (1712)
- Douai (1712)
- Landau (1713)
- Fribourg (1713)

Campagnes d'Italie
- Carpi (1701)
- Chiari (1701)
- Crémone (1702)
- Luzzara (1702)
- Verceil (1704)
- Cassano (1705)
- Nice (1705-1706)
- Calcinato (1706)
- Turin (1706)
- Castiglione (1706)
- Toulon (1707)
- Gaeta (1707)
- Cesana (1708)
- Syracuse (1710)

Campagnes d'Espagne et de Portugal
- Cadix (1702)
- Vigo (navale 1702)
- Cap de la Roque (1703)
- Gibraltar (août 1704)
- Ceuta (1704) (es)
- Málaga (1704)
- Gibraltar (1704-1705)
- Marbella (1705)
- Montjuïc (1705)
- Barcelone (1705)
- Badajoz (1705)
- Barcelone (1706)
- Murcie (1706) (es)
- El Albujón (1706) (es)
- Santa Cruz de Ténérife (1706) (en)
- Almansa (1707)
- Xàtiva (1707)
- Ciudad Rodrigo (1707) (en)
- Lérida (1707)
- Tortosa (1708)
- Minorque (1708)
- Gudiña (1709)
- Almenar (1710)
- Saragosse (1710)
- Brihuega (1710)
- Villaviciosa (1710)
- Barcelone (1713-1714)

Campagnes de Hongrie
- Saint-Gotthard (1703) (en)
- Biskupice (1704) (en)
- Smolenice (1704) (en)
- Koroncó (1704) (en)
- Zsibó (1705) (en)
- Saint-Gotthard (1705) (en)
- Trenčín (1708) (en)

Antilles et Amérique du sud
- Santa Marta (1702)
- Guadeloupe (1703)
- Nassau (1703)
- Colonia del Sacramento (1704)
- Carthagène (1708)
- Rio (1710)
- Carthagène (1711)
- Rio (1711)
- Cassard (1712)

La bataille d'Ekeren s'est déroulée le 30 juin 1703, pendant la guerre de Succession d'Espagne.

## Prélude
Après avoir pris Bonn le 15 mai, Marlborough veut prendre Ostende et Anvers, ou obliger les Français à livrer bataille. Il ordonne au général Menno van Coehoorn de marcher sur Ostende et l'assiéger, au général Van Sparre de marcher au sud-ouest sur Anvers. Le général Obdam (en) doit marcher au sud de Berg-op-Zoom, tandis que lui-même marchera sur Lierre.
Cependant les Néerlandais ne sont pas très enclins d'ouvrir les ports d'Anvers et Ostende au commerce anglais en concurrence avec le commerce néerlandais. Coehoorn se contente donc de piller la campagne entre Ostende et Anvers, sans assiéger Ostende.
Pendant ce temps Obdam quitte Berg-op-Zoom le 28 septembre pour Anvers. Il arrive le lendemain à Ekeren, à sept kilomètres de sa destination.
Villeroi ne se laisse pas surprendre par la manœuvre de diversion de Marlborough, et envoie toutes ses troupes de Diest à Anvers pour protéger le port. Apprenant cette nouvelle, Marlborough, tente d'avertir Obdam en ordonnant un retrait, mais il est trop tard.

## La bataille

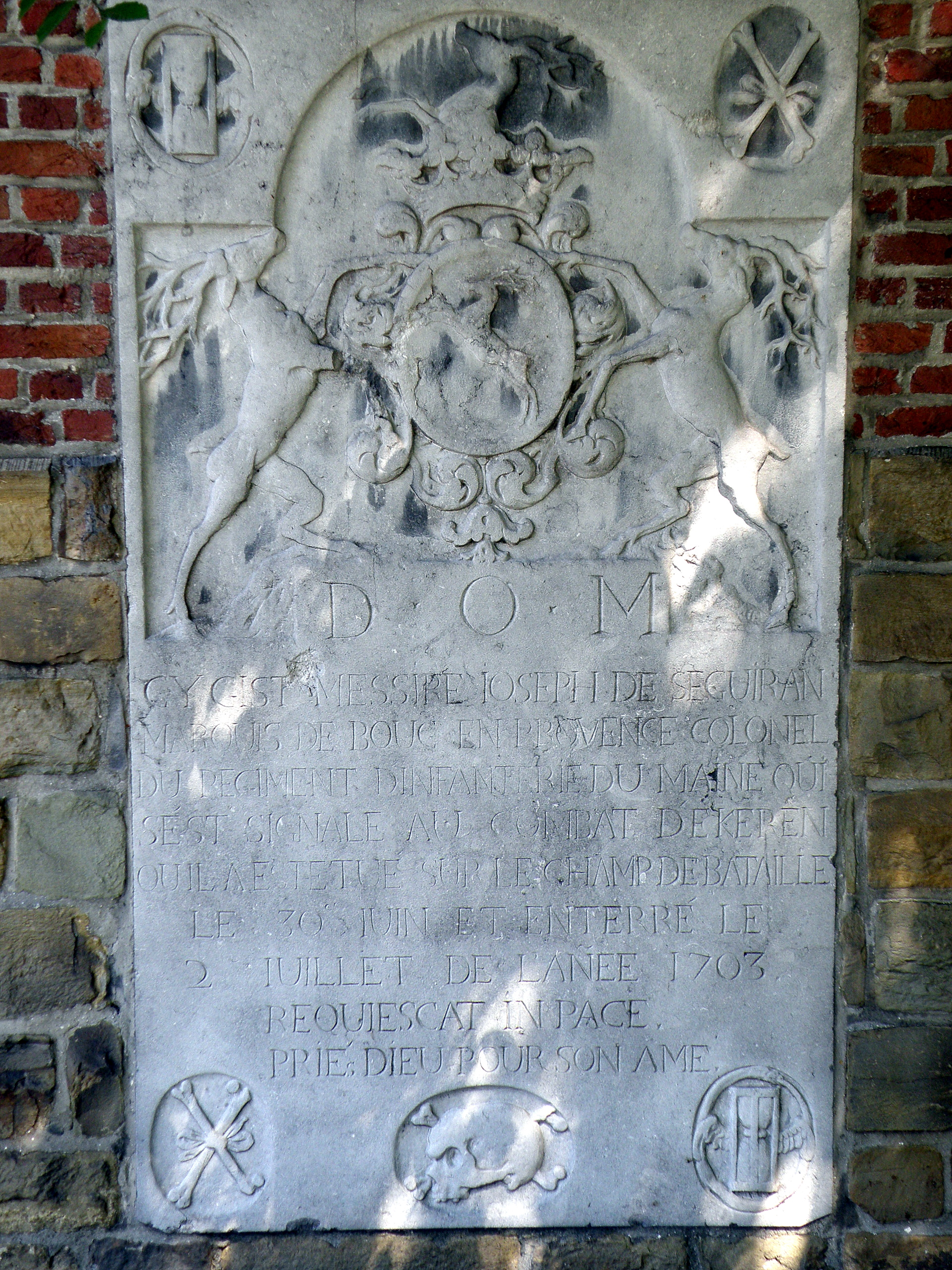
Épitaphe de Joseph de Seguiran, Marquis de Bouc, tué le 30 juin et enterré le 2 juillet 1703 (Église Saint Barthélemy, Merksem, Belgique)

Tôt le matin du 30 juin, les dragons français quittent Merksem et Ekeren en direction d'Anvers pour couper la retraite des Néerlandais en direction de Breda et Bergen-op-Zoom. Le marquis de Bedmar et ses troupes espagnoles ont été positionnées à proximité de Wilmarsdonk, de sorte que les troupes néerlandaises sont entourées de toutes parts par des forces supérieures.
Lorsque l'avant-garde néerlandaise découvre les dragons français, Obdam envoie immédiatement sa cavalerie à Hoevenen, mais il est trop tard, le village est déjà pris par les Français. Une tentative de conquérir le village voisin de Muisbroek échoue également. Obdam parvient brièvement à prendre Oorderen, mais les Français reprennent rapidement le village.
Les combats se poursuivent toute la journée. À huit heures, Obdam a disparu. Van Baer décide de tenter une attaque sur Oorderen, cette fois par une charge à la baïonnette menée par Friesheim. Pataugeant dans l'eau, ses hommes surprennent les Français. Cette action crée une diversion et le reste des troupes néerlandaises perce l'encerclement et se retire dans l'obscurité vers les Pays-Bas.

## Conséquences
Les pertes françaises sont de 23 officiers et 597 soldats tués et 66 officiers et 731 soldats blessés. Celles des Espagnols sont de 9 officiers et 482 soldats tués et 43 officiers 292 soldats blessés. Soit au total 1 111 morts et 1 132 blessés.
La bataille est une victoire pour les Français, mais Boufflers n'en est pas félicité pour autant, il est même blâmé pour avoir laissé échapper les Néerlandais.
Obdam parvient à s'enfuir vers le sud avec une trentaine de cavaliers, en ayant revêtu des uniformes français. Les Néerlandais ne lui pardonneront pas sa défaite, sa carrière militaire est ruinée.
Van Baer est considéré comme un héros, mais il reproche à Marlborough de s'être laissé manœuvrer par les Français et de n'être pas venu à son secours.

## Localisation
Une grande partie du champ de bataille, qui inclut les villages d'Oorderen, de Wilmarsdonk et de Lillo, a disparu sous les travaux d'extension du port d'Anvers dans les années 1960.

## Source de traduction
- (en) Cet article est partiellement ou en totalité issu de l’article de Wikipédia en anglais intitulé « Battle of Ekeren » (voir la liste des auteurs).